# Jo Yoon-su
Jo Yoon-su (en hangul, 조윤수; nacida el 28 de julio de 1998), es una actriz surcoreana.

## Carrera
Se especializó en danza coreana, lo que le facilitaría posteriormente interpretar papeles de acción como, señaladamente, en la serie de 2024 The Tyrant.
Debutó en 2019 apareciendo en dos breves series web producidas por Cheese Film. Una de ellas fue una versión de un cuento queer titulado ¿Qué se siente al besar a tu amiga?, y su interpretación de una adolescente que experimenta emociones confusas recibió críticas favorables.
En 2022 volvió a ser una estudiante de secundaria en Tribunal de menores, pero con una extraordinaria transformación pues el personaje era completamente diferente, una delincuente juvenil de mirada agresiva. Este es el papel que la actriz considera más destacado de sus primeros años de trabajo. En el set conoció a Kim Hye-soo, protagonista de la serie, a la que desde entonces considera su modelo a seguir.
También en 2022 apareció en los episodios 3 y 4 de la comedia de tvN The Killer's Shopping List con el papel de una joven maestra de guardería que acaba asesinada, en uno de los casos que resuelven los protagonistas. A finales del mismo año llamó una vez más la atención del público al interpretar en El interés del amor a Cha Seon-jae, una oficial de policía en prácticas que estudia con uno de los protagonistas, Jung Jong-hyun.
El 22 de diciembre de 2023 la actriz firmó un contrato de representación exclusiva con la agencia Alien Company.Al año siguiente obtuvo su primer papel protagonista en The Tyrant, escrita y dirigida por Park Hoon-jung, que la concibió como película pero acabó siendo una miniserie de cuatro episodios. Su labor, difícil porque aparece en numerosas escenas de acción, fue muy elogiada tanto por el director como por sus compañeros de reparto. Antes del rodaje se sometió durante tres meses a un entrenamiento de alta intensidad en todo tipo de lucha, instruido por Kim Jeong-min, el director de artes marciales de la serie.

## Filmografía

### Series de televisión
| Año     | Título                              | Papel         | Canal    | Notas                            | Ref.                |
| ------- | ----------------------------------- | ------------- | -------- | -------------------------------- | ------------------- |
| 2019    | ¿Qué se siente al besar a tu amiga? | Yoon-su       | YouTube  | Serie web                        | [ 2 ]               |
| 2020    | Love Revolution                     | Park Soo-jin  | Kakao TV | Serie web en 30 episodios        |                     |
| 2020-21 | True Beauty                         | Lee Yeon-ji   | tvN      |                                  | [ 8 ]               |
| 2022    | Tribunal de menores                 | Yoon Eun-jung | Netflix  | Serie web                        | [ 12 ]              |
| 2022    | The Killer's Shopping List          | Kwon Bo-yeon  | tvN      |                                  | [ 6 ] [ 13 ]        |
| 2022-23 | El interés del amor                 | Cha Seon-jae  | JTBC     |                                  | [ 14 ] [ 7 ] [ 15 ] |
| 2024    | The Tyrant                          | Chae Ja-kyung | Disney+  | Serie web en 4 ep., protagonista | [ 16 ] [ 9 ] [ 10 ] |

## Teatro
| Año  | Título        | Hangul        | Papel         | Notas                                                  | Ref.   |
| ---- | ------------- | ------------- | ------------- | ------------------------------------------------------ | ------ |
| 2024 | Almost, Maine | 올모스트 메인 | Glory, Rhonda | Teatro Primavera (Bom Small Theatre), 21-25 de febrero | [ 17 ] |

## Premios y nominaciones
| Año  | Premios                     | Categoría               | Papel      | Resultado | Ref.                 |
| ---- | --------------------------- | ----------------------- | ---------- | --------- | -------------------- |
| 2025 | 61.os Premios Baeksang Arts | Mejor actriz revelación | The Tyrant | Pendiente | [ 18 ] [ 19 ] [ 20 ] |